# Porta tallada
La Porta tallada (en francès, Porte taillée) és una obra militar d'origen romà situada al centre històric de la ciutat francesa de Besançon. Es tracta d'un túnel romà construït com a pas per a un aqüeducte.

## Història
Aquesta obra d'enginyeria va ser construïda a la Ciutadella de Besançon (Besançon, França), en el sector de Rivotte al costat de la Boucle, al centre històric de la ciutat. Va ser aixecada al segle ii, a la fi de l'imperi de l'emperador Marc Aureli, com a part d'un aqüeducte de 12 km. per proporcionar aigua a l'antiga Vesontio des de les fonts d'Arcier, acabant en una piscina de 5 m2 a l'actual Parc Castan. Les dimensions del túnel són d'1,55 m d'altura per 0,75 m d'amplària, penetrant a la ciutat a través d'una obertura excavada en la roca, que formarà més tard la Porte taillée.
A l'Edat Mitjana va ser fortificat per protegir el camí cap a Suïssa. Al segle xvi, Vauban va modificar la seva estructura afegint un cos de guàrdia i una torrassa, edificats l'any 1546.

## Galeria d'imatges

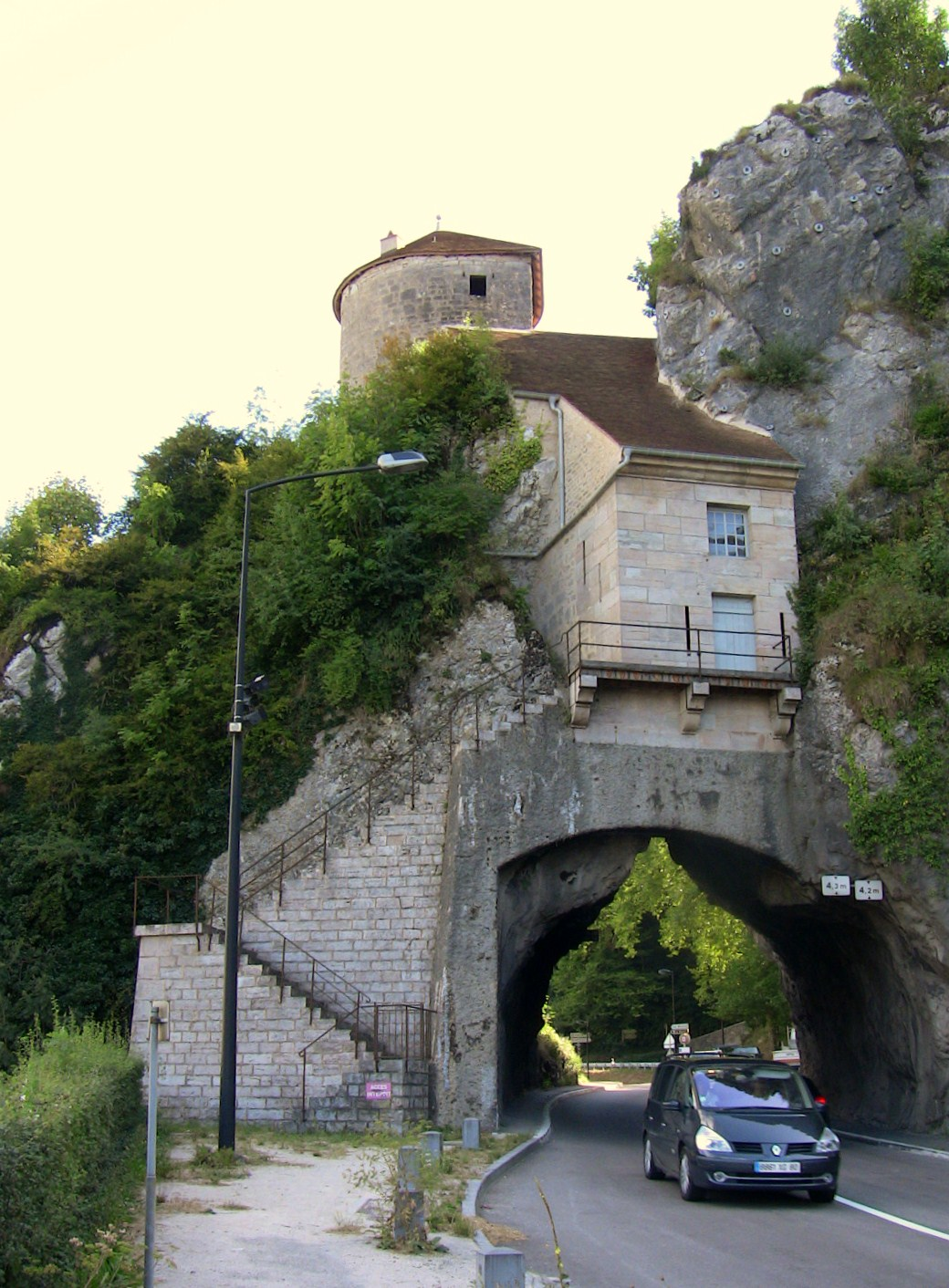
Porta tallada vista davantera
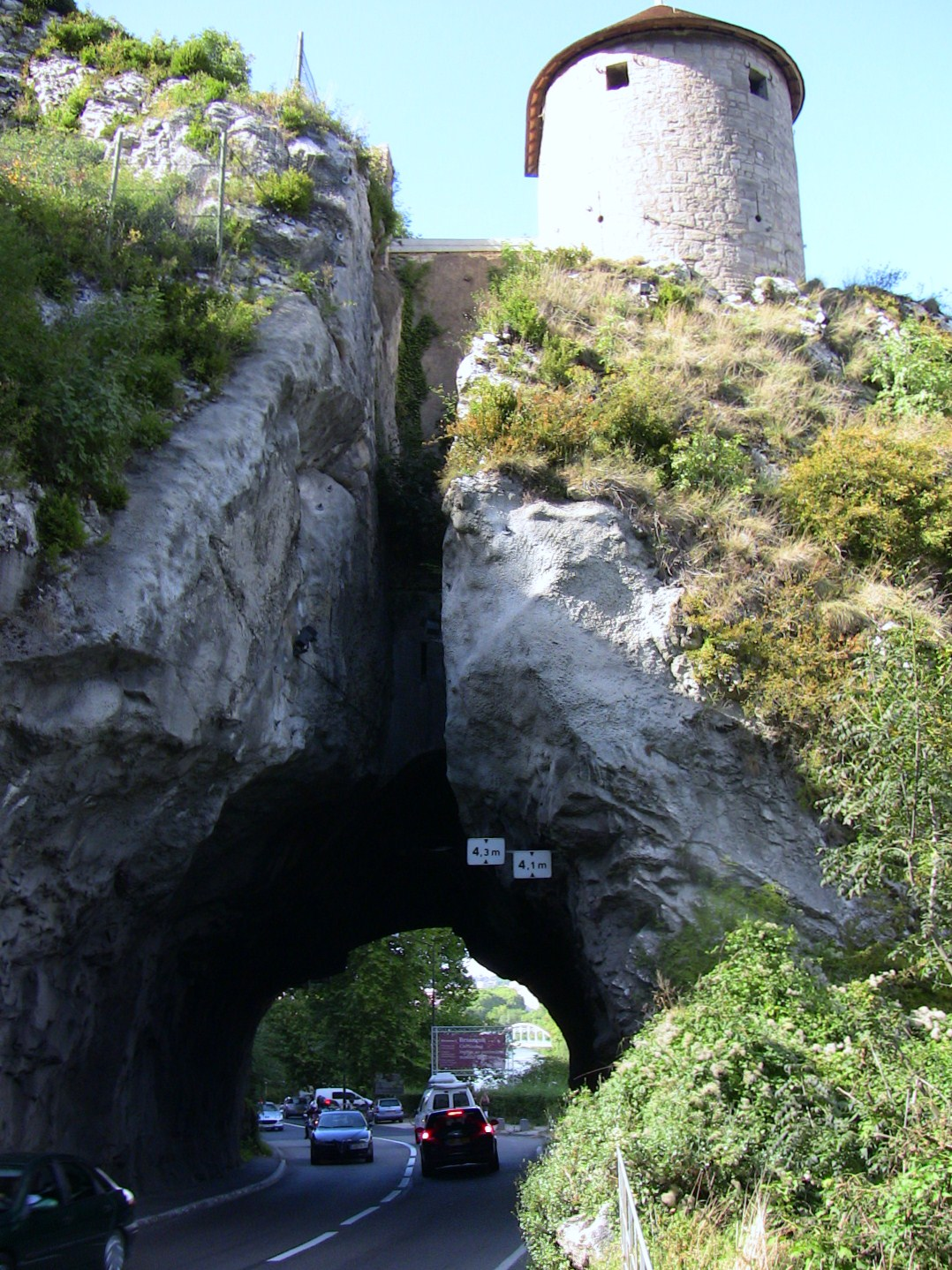
Porta tallada vista posterior
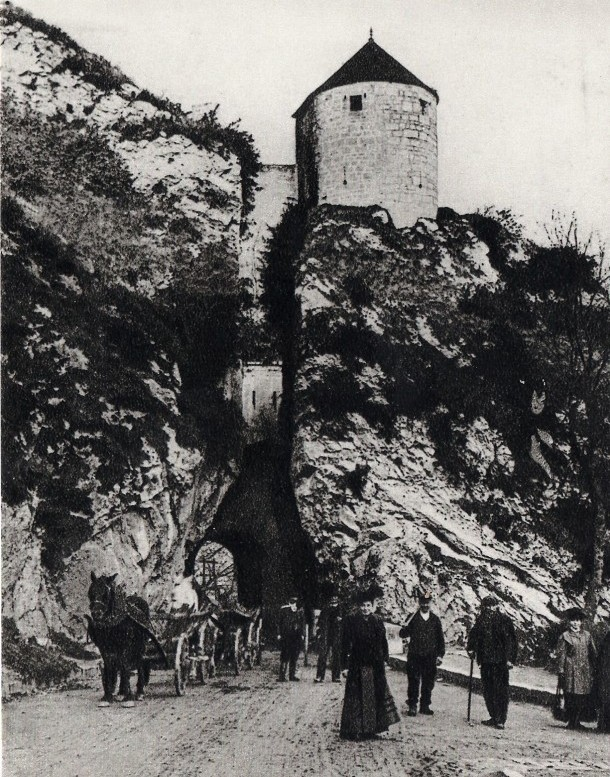
La Porta tallada als anys 1920